# Qahderijan
Qahderījān (farsi قهدريجان) è una città dello shahrestān di Falavarjan, circoscrizione Centrale, nella Provincia di Esfahan. 